# Попчеви
Попчевите (Gobiidae), наричани също кая, са семейство костни риби. Притежават коремни перки, които са сраснали във вендузи, които служат за прикрепването на рибите към дъното. Това ги определя като дънни риби. Името им произлиза от една малка кост в главата, която е под формата на кръст.

## Обща характеристика
Тялото на Попчето е продълговато, покрито с люспи, голо или с костни пластинки и зрънца. То има две гръбни перки, като първата е по-слабо развита от втората и понякога редуцирана. Коремните му перки са съединени във вид на фуниеобразен вендуз.  На тялото няма странична линия. Тя е предстанета на главатапон серия редове генипори, слизести канали и пори. Понякога липсват слизестите канали и порите. Плавателният мехур е развит или липсва. Яйцата са димерсални, обикновено с яйцевидна, вретеновидна и крушообразна форма. Жълтъкът е хомогенен и съдържа множество различни по големина мастни капки. Ларвенот " о развитие протича в яйцето при семействата Neogobius, Proteorhinus и Benthophiloides или извън него – семействата Aphya, Pomatoschistus, Go bius, Knipowitschis.
Попчеви са морски дънни риби, като само няколко вида водят пелагичен начин на живот. Повечето обитават морското крайбрежие и се придържат на каменисто, чакълесто и пясъчно дъно или всред водната растителност.
Продължителността на живот не е голяма – някои видове живеят до 2 години и достигат полова зрялост на 7 – 8 месеца. През размножителния период окраската на мъжките се променя при повечето представители. Обикновено цялото тяло и перките стават тъмнокафяви със стоманеносив оттенък. Плавниците се удължават, главата променя формата си или костните ѝ образувания изпадат.
Всички видове охраняват яйцата си до излюпването им.
Хранят се с ракообразни, червеи, мекотели и риби.
Всички попчета могат да се използват от l храна. Поради малките си размери, повечето представители нямат стопанско значение. 

## Класификация
Семейсто Попчеви обхваща около 850 вида, разпространени в тропически, субтропически и умерени морета Те са най-голямата група защитени риби в Черно море. От общо 21 вида в българската акватория, към които спада и най-дребният вид в българската ихтиофауна (Aphia minuta, с дължина 4 – 5 cm), 8 вида са защитени – Малко попче (Pomatoschistus minutus), Дългоопашато попче, Ивичесто попче (Gobius bucchichi), Тревно попче (Zosterisessor ophiocephalus), Мраморно попче (Proterorhinus marmoratus), Змиевидно попче (Gobius cobitis), Стронгил (Neogobius melanostomus), Сирман (Neogobius syrman), Лихнус (Mesogobius Batrachocephalus) и Ратан (Neogobius ratan). Два от срещащите се в България видове, Neogobius kessleri и Benthophilus stellaris, живеят само в долното течение на Дунав.
Семейство Попчеви
- Подсемейство Amblyopinae – 12 рода
- Подсемейство Benthophilinae
- Подсемейство Gobiinae – 165 рода
- Подсемейство Gobionellinae – 57 рода
- Подсемейство Oxudercinae – 12 рода
- Подсемейство Sicydiinae – 9 рода